# Kouerjärvi
Kouerjärvi är en sjö i kommunen Puolango i landskapet Kajanaland i Finland. Sjön ligger 182,6 meter över havet. Den är 2,2 meter djup. Arean är 1,16 kvadratkilometer och strandlinjen är 5,78 kilometer lång. Sjön  ingår i Kiminge älvs huvudavrinningsområde.   Den ligger omkring 78 kilometer norr om Kajana och omkring 550 kilometer norr om Helsingfors. 
Söder om Kouerjärvi ligger Pikku Aittojärvi. 